# غالباروس
بلدية غالباروس (بالإسبانية: Galbarros)‏, هي إحدى بلديات مقاطعة برغش, التي تقع في منطقة قشتالة وليون, والتي تقع في شمال غرب إسبانيا.
يبلغ عدد سكانها 32 نسمة وفقاً لإحصائية سنة (2002).